# Phlyctenosis gracilicornis
Phlyctenosis gracilicornis is een keversoort uit de familie van de boktorren (Cerambycidae). De wetenschappelijke naam van de soort werd in 1882 als Macrotoma gracilicornis gepubliceerd door Charles Owen Waterhouse.